# Sanja Drakulić (glumica)
Sanja Drakulić (Rijeka, 1990.) je hrvatska kazališna, filmska i televizijska glumica, radijska voditeljica i balerina.
Rođena je u Rijeci. Gimnaziju je završila u Splitu. Upisala je Akademiju glume i lutkarstva u Osijeku. Nakon diplome prvostupnice glume, na zagrebačkoj Akademiji dramske umjetnosti završila je diplomski studij glume. Pleše klasični balet. Voditeljica je filmskih vijesti na Klasik TV-u te na Hrvatskom radiju. 
Pokrenula je i osmislila online internetsku platformu za pretragu, pronalazak i promociju glumaca na svjetskom tržištu pod nazivom "Duart European Actors Platform". Radi i kao casting direktorica, bavi se odabirom glumaca za filmove. S glumicom Katarinom Baban osmislila je, napisala i glumački izvela kazališnu predstavu "Sve u 3".

## Filmografija

### Filmske uloge
- "Trebalo bi prošetati psa" kao prodavačica (2014.)
- "Takva su pravila" kao majka u čekaonici (2014.)
- "Da je kuća dobra i vuk bi je imao" kao Sandra (2015.)
- "Ante i Vanja" (kratki film) kao Vanja (2016.)
- "Prošli put je bilo lijepo" (kratki film) kao Sanja (2017.)
- "Usta istine" (kratki film) kao profesorica Tolja (2018.)
- "Lovebox" (kratki film) (2018.)

### Televizijske uloge
- "Crno-bijeli svijet" kao Koka (2016.)
- "Zlatni dvori" kao susjeda (2017.)

## Vanjske poveznice
- Profil Sanje Drakulić na Duart-European Actors Platform
- Sanja Drakulić u internetskoj bazi filmova IMDb-u (engl.)